# Cazenovia (Wisconsin)
Pour les articles homonymes, voir Cazenovia.
Cazenovia est un village des comtés de Sauk et de Richland, dans l'État du Wisconsin, aux États-Unis. En 2020, il comptait une population de 363 habitants.